# Zakros
Zakros (görögül: Ζάκρος, lineáris B írás: 𐀼𐀒𐀫 zakoro) minószi település és régészeti lelőhely Kréta keleti partvidékén. Az itt épült palotakomplexumot az öt minószi palota egyikeként tartják számon. A helyet védett kikötője és stratégiai elhelyezkedése a kelet felé irányuló kereskedelem fontos csomópontjává tette.

## Fekvése

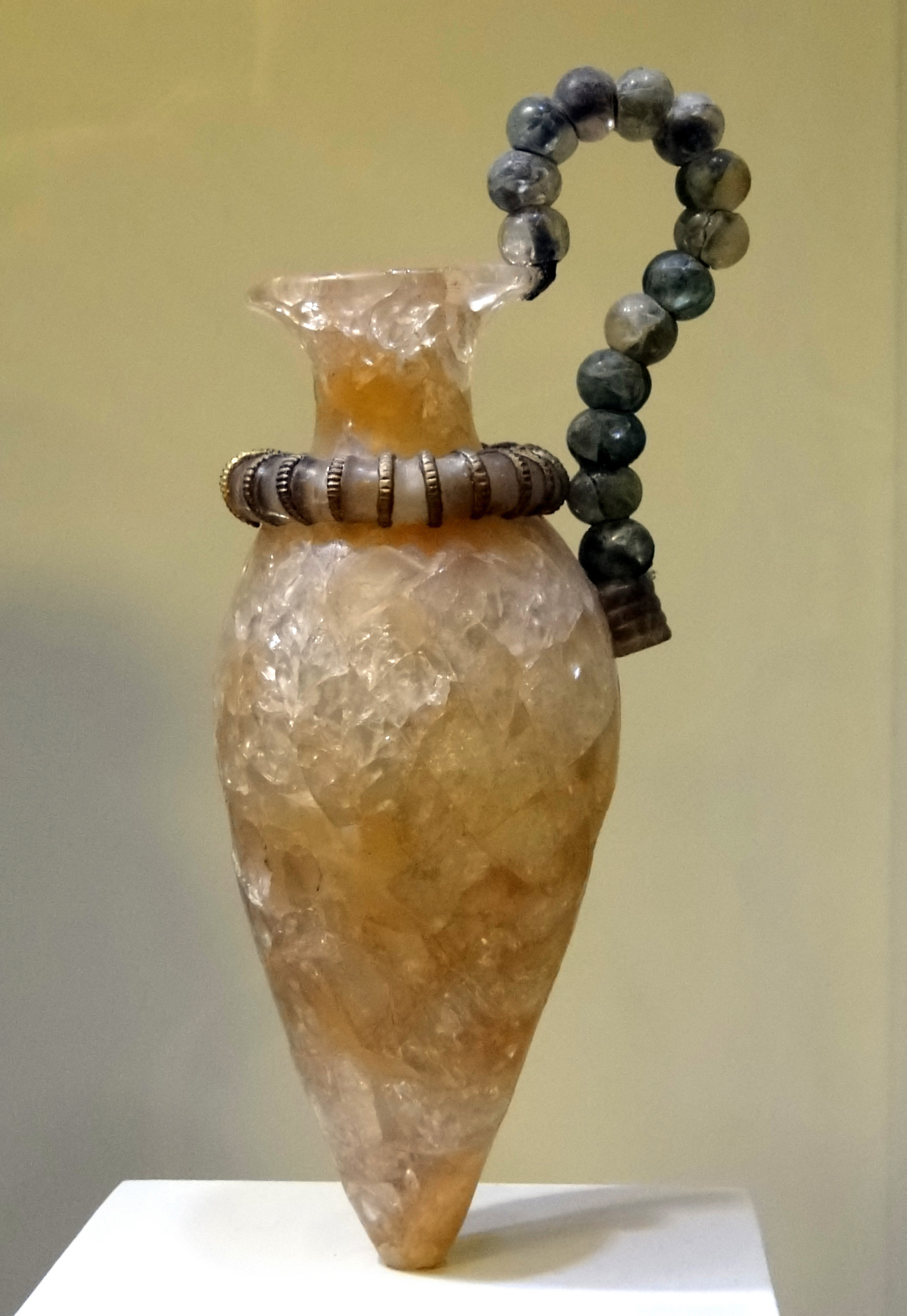
Váza Zakrosból

Epano Zakros 38 km-re fekszik Sitia városától. Az út áthalad Palekastrón, ahol dél felé megkettőződik. A mai Zakros egy viszonylag nagy falu, amely a következő kisebb falvakat foglalja magában: Kato Zakros, Adravasti, Azokeramos, Kellaria, Klisidi és a kis falvak: Ayios Georgios, Sfaka, Kanava és Skalia. Az aszfaltút Kato Zakrosnál ér véget.

## Földrajza

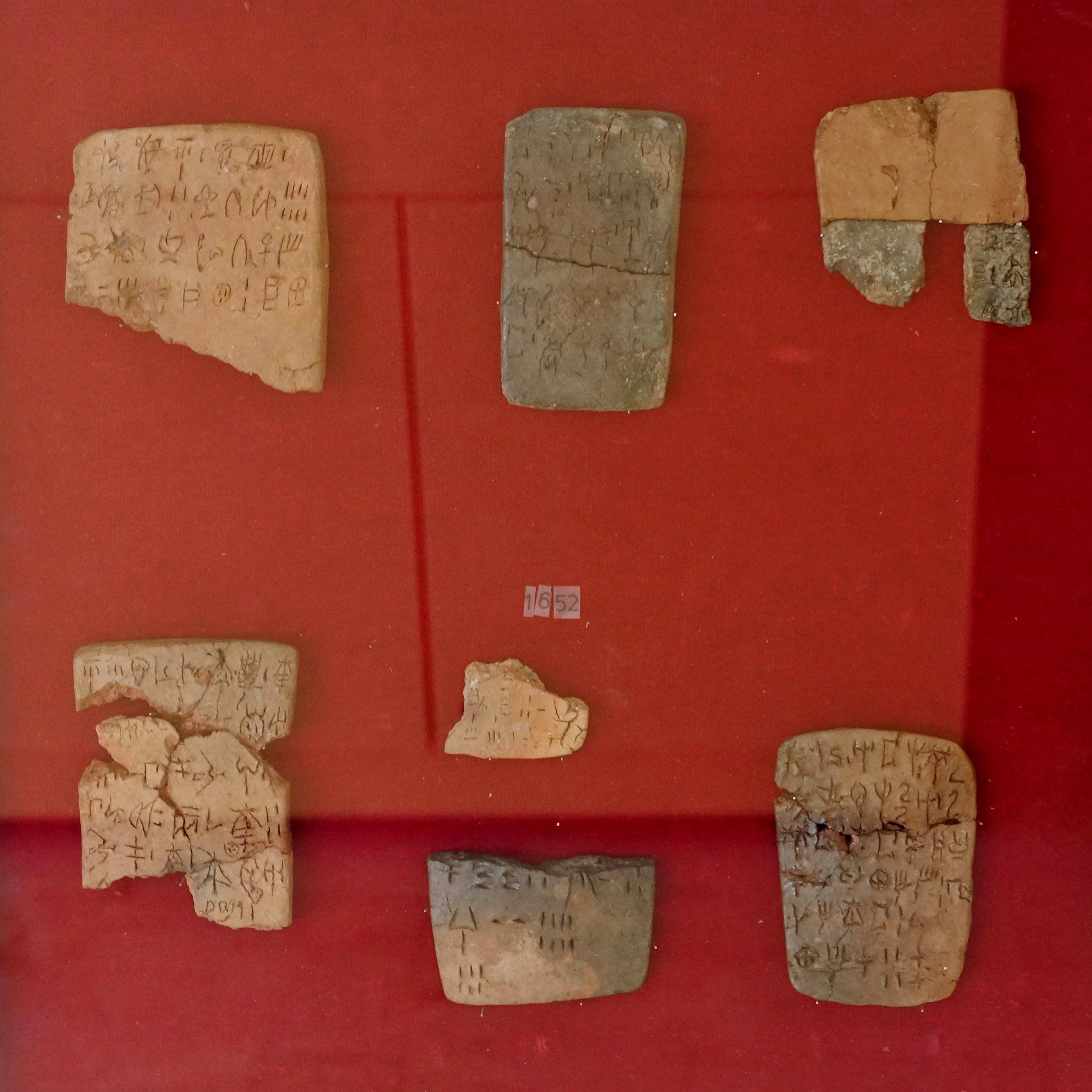
Zakrosi agyagtáblák a sitiai múzeumból

Zakrost néha Epano Zakrosra (Felső-Zakros), a domboldalon magasabban fekvő részre és Kato Zakrosra (Alsó-Zakros), a tengerhez közeli részre osztják. A "Halottak szurdoka" néven ismert szurdok az ókori hely felső és alsó részén is áthalad, nevét a szurdok falai mentén található barlangokban talált számos temetkezésről kapta.

## Története
A várost a Zakrosz-palota uralta, amely eredetileg i. e. 1900 körül épült, i. e. 1600 körül építették újjá, i. e. 1450 körül elpusztult a minószi civilizáció többi jelentős központjával együtt. A palota kiterjedt romjai megmaradtak, és népszerű turisztikai célpontot jelentenek.

## Régészet
Zakrost először D. G. Hogarth, az athéni Brit Régészeti Iskola munkatársa tárta fel, és 12 házat tártak fel, mielőtt a területet feladták. 1961-ben Nikolaos Platon régész folytatta az ásatásokat, és felfedezte a Zakro-palotát. Ez a lelőhely számos lineáris A írást tartalmazó agyagtáblát hozott felszínre.